# Џејмс Гист
Џејмс Гист (енгл. James Gist; Адана, Турска, 26. октобар 1986) амерички је бивши кошаркаш. Играо је на позицији крилног центра.

## Каријера
Гист је рођен у турском граду Адани, где му је отац био на служби у Инчирлик бази. Колеџ кошарку је играо на универзитету Мериленд од 2004. до 2008. године. На НБА драфту 2008. изабран је као 57. пик од стране Сан Антонио спарса. Професионалну каријеру је почео у италијанској Бјели, за коју је наступао у сезони 2008/09. У сезони 2009/10. је био играч руске Локомотиве Кубањ.
Током лета 2010. године је играо летњу лигу за Сан Антонио спарсе, потом се у септембру 2010. прикључио тренинг кампу Спарса, али ипак није успео да уђе у коначан састав па је отпуштен 19. октобра 2010. Након што је отпуштен из Спарса, Гист је 28. октобра 2010. године потписао једногодишњи уговор са Партизаном. Гист је као играч Партизана у Евролиги просечно бележио 11,4 поена и 6,9 скокова, док је у регионалној лиги имао нешто бољи кошгетерски учинак са 12,1 поеном просечно по мечу. Са црно-белима је освојио Куп Радивоја Кораћа (где је проглашен за најкориснијег играча), Јадранску лигу и Суперлигу Србије.
Након завршетка сезоне објављено је да је Гист у финалу Суперлиге играо допингован. Према извештају акредитоване лабораторије у Аустрији, Гист је био позитиван на забрањену супстанцу карбокси ТХЦ. Американац је тестиран 1. јуна 2011. године, на првој утакмици финала Суперлиге између Партизана и Хемофарма у Београду. Гист није захтевао анализу Б узорка, а касније је и сам признао да је пушио марихуану због пораза од ФМП-а у полуфиналу Суперлиге, а не да би побољшао своју игру. ФИБА је суспендовала Гиста на три месеца, а суспензија је почела од 9. јуна 2011. године па је Американац могао од септембра поново да игра.
Гист се за сезону 2011/12. преселио у турски Фенербахче Улкер. У дресу турског клуба је у Евролиги на 16 одиграних утакмица бележио просечно 7,4 поена и 4,5 скокова по мечу, док је у првенству Турске на 29 одиграних утакмица у регуларном делу сезоне, бележио просечно 9 поена и 5 скокова по мечу.
У августу 2012. Гист је потписао једногодишњи уговор (уз опцију продужетка сарадње на још једну годину) са Уникахом из Малаге. Ипак незадовољан статусом који је имао код Јасмина Репеше, тадашњег тренера Уникахе, Гист је у децембру 2012. напустио клуб и прешао у грчки Панатинаикос.
Играјући за Панатинаикос, Гист је 2015. године поново био позитиван на допинг тесту због коришћења марихуане. Он је 4. априла 2015. пао на допинг тесту после финала националног купа против Аполона (68:53). Гист је затражио и други узорак који је показао исте резултате, па је након тога суспендован на осам месеци. И поред суспензије грчки клуб је одлучио да га не отпусти, а касније му је смањена казна са осам на шест месеци па је могао да заигра од почетка сезоне 2015/16.
Гист је у екипи Панатинаикоса провео шест и по сезона и у том периоду је освојио пет титула првака Грчке и шест националних купова, а четири пута је био учесник грчке Ол стар утакмице. У јуну 2019. године је напустио Панатинаикос.
Гист је 8. јула 2019. године потписао двогодишњи уговор са Црвеном звездом.

## Успеси

### Клупски
- Партизан:
  - Јадранска лига (1): 2010/11.
  - Првенство Србије (1): 2010/11.
  - Куп Радивоја Кораћа (1): 2011.
- Панатинаикос:
  - Првенство Грчке (5): 2012/13, 2013/14, 2016/17, 2017/18, 2018/19.
  - Куп Грчке (6): 2013, 2014, 2015, 2016, 2017, 2019.

### Појединачни
- Најкориснији играч Купа Радивоја Кораћа (1): 2011.